# Mercedes-Benz EQA
Mercedes-Benz EQA je elektromobil německé společnosti Mercedes-Benz. Jde o kompaktní crossover. Cena se pohybuje od 1,28 milionu korun českých včetně DPH. Výroba probíhá v německém městě Rastatt a v čínském Pekingu. Zatím je dodáván ve verzi s pohonem zadních kol, ale je plánován i pohon všech čtyř kol. Vznikl jako součást projektu EQ. Prodej byl zahájen na jaře 2021.
Vychází z konceptu Vision EQA. Je velmi podobné Mercedes-Benz GLA.

## Technologie
Automobil má mnoho praktických funkcí, například ambientní osvětlení nebo připojení k internetu.Automobil má 20“ kola. Disponuje také hlasovým ovládáním Mercedes-Benz. Má koeficient odporu pouhých 0,28, čímž se řadí mezi nejaerodynamičtější vozy na trhu. Osvětlení silnice zajišťují silná LED světla.

## Technické specifikace

### Rozměry[14]
- Délka: 4463 milimetrů
- Šířka: 1834 mm
- Výška: 1620 mm
- Rozvor: 2729 mm
- Hmotnost: 2040 kg

### Baterie[1]
- Kapacita: 80 kWh
- Rychlost nabíjení (z 10 na 80%): 30 minut[15]
- Spotřeba: 17,7 - 19,1 kWh/100 km[4]
- Točivý moment: 350 Nm[16]

### Jízdní vlastnosti
- Maximální rychlost: 160 km/h
- Zrychlení 0-100 km/h: 8,9 sekundy[17][18]
- Dojezd: 355-486 km[19][20]

## Design

### Exteriér
Exteriér je designem podobný Mercedes-Benz GLA.

### Interiér
Palubní deska je tvořena širokoúhlým displejem. Většina interiéru je v noci osvětlená volitelnými barvami LED.